# Säve gård
Säve gård är en bebyggelse  på Hisingen i Göteborgs kommun.
Från 2015 till 2023 avgränsade SCB här en småort.